# 2-メトキシエタノール
2-メトキシエタノールまたはメチルセロソルブは、化学式 C3H8O2 で表される有機化合物で、主に溶剤として用いられる。無色透明の液体でエーテル様の匂いがある。グリコールエーテルとして知られている溶媒に属する。異なるタイプの化学薬品を溶かすことができて、水や他の溶媒と混ざることは注目に値する。2-メトキシエタノールは、プロトン化されたエチレンオキシドへのメタノールの求核攻撃と、それに続く脱プロトン化により形成される。
C2H5O+ + CH3OH → C3H8O2 + H+
2-メトキシエタノールは、異なる目的、例えばワニス、染料、樹脂の溶剤として用いられる。また、航空機の除氷剤の添加剤としても用いられる。有機金属化学の分野では、バスカ錯体や関連した化合物、例えば、カルボニルクロロヒドリドトリス(トリフェニルホスフィン)ルテニウム(II) [RuCl(H)(CO)(P(C6H5)3)3]の合成に普通に用いられる。これらの反応の間、アルコール (=2-メトキシエタノール) は水素化物と一酸化炭素の供給源として働く。
2-メトキシエタノールは、骨髄と睾丸に対して毒性がある。高レベルに曝露された労働者には、顆粒球減少症、大球性貧血（英語: macrocytic anemia）、乏精子症、無精子症 (azoospermia) のリスクがある。 
メトキシエタノールはアルコールデヒドロゲナーゼによってメトキシ酢酸に変換される。これは有害な影響を引き起こす物質である。 エタノールと酢酸エステルの両方に保護効果がある。 メトキシ酢酸エステルはクレブス回路に入り、メトキシクエン酸エステルを形成する。